# Aepinus (cràter)
Aepinus és un petit cràter lunar situat a la zona lunar nord, prop del pol nord de la Lluna. Al sud-est es troba el prominent cràter Hermite.
|  |

|  |  |

És un element relativament profund, amb un brocal accidentat producte de la seva inserció sobre la irregular vora d'Hermite. La presència d'un segon impacte de grandària similar situada en tangent a la seva esquerra (segons s'observa el perímetre d'Hermite des del seu propi centre), produeix una marcada esquerda en el brocal d'Aepinus.
El cràter va rebre el seu nom juntament amb altres 18 cràters el 22 de gener de 2009 per decisió de la UAI. Va ser nomenat en memòria de l'astrònom rus-alemany Franz Ulrich Theodosius Aepinus (1724-1802).